# Rochov, Litoměřice
Rochov là một làng thuộc huyện Litoměřice, vùng Ústecký, Cộng hòa Séc.